# Apol·loni Díscol
Apol·loni (en grec antic: Άπολλώνιος, llatí: Apollonius), anomenat Díscol (Δύσκολος, Diyscolus, és a dir, 'malhumorat'), va ser un lingüista i gramàtic grec del segle ii. Fill de Mnesiteu i Ariadna, va néixer a Alexandria, on va viure durant els regnats d'Hadrià i Antoní Pius.
Va ser un dels més reconeguts gramàtics de la seva època, tant per les seves obres com per ser el pare del també gramàtic Eli Herodià, a qui va educar i va ser tan bon gramàtic com ell mateix. Es diu que era molt pobre i que havia d'escriure damunt d'òstraca perquè no tenia diners per comprar estris d'escriptura. Aquesta pobresa li va provocar l'estat d'ànim que va donar lloc al nom de Díscol. Sembla que va passar algunes temporades a Roma, on va cridar l'atenció d'Antoní Pius. Priscià diu que pare i fill eren els gramàtics més grans, i que Apol·loni va poder seguir escrivint gràcies al reconeixement de les seves obres.
Va ser el primer que va estructurar la gramàtica en un sistema, i Priscià l'anomena grammaticorum princeps. La Suda dona una llista de les seves obres, que Fabricius va completar, però la major part s'han perdut.
Encara subsisteixen:
- Περὶ συντάξεως τοῦ λόγου μερῶν De Constructione Orationis, o De Ordinatione sive Constructione Dictionum ("Coordinació (sintaxi) de les parts del discurs"), en quatre llibres, obra en què hi apareix per primera vegada el terme sintaxi.
- Περὶ ἀντωνυμίας, De Pronomine liber. Sobre els pronoms.
- Περὶ συνδέσμων, De Conjunctionibus. Sobre les conjuncions.
- Περὶ κατεψευσμένης ἱστορίας, sobre històries fictícies o falses, que Suides li atribueix, i recull històries meravelloses tretes de textos d'Aristòtil, Teofrast i d'altres, però sembla que era obra d'un altre Apol·loni.[1]